# Calamaria lumholtzi
Calamaria lumholtzi — вид змій родини полозових (Colubridae). Ендемік Калімантану.

## Поширення і екологія
Calamaria lumholtzi відомі за кількома зразками, зібраними на острові Калімантан, на території Індонезії та малайзійського штату Саравак. Вони живуть у пустищних лісах керангас та у діптерокарпових лісах, серед опалого листя.